# Grete Rosenberg
Margarete "Grete" Rosenberg, född 7 oktober 1896 i Hannover, död 5 februari 1979 i Hildesheim, var en tysk simmare.
Rosenberg blev olympisk silvermedaljör på 4 x 100 meter frisim vid sommarspelen 1912 i Stockholm.